# Ecoendoscopia
L'ecoendoscopia (EUS - Endoscopic UltraSonography), o ecografia endoscopica, è una procedura medica diagnostica endoscopica, che integra l'approccio ecografico a quello endoscopico classico.
Tale integrazione funzionale permette sia di sviluppare in chiave ecografica lo studio endoscopico delle vie digestive superiori (esofago, stomaco, duodeno), sia di fornire vie di accesso più semplici per lo studio ecografico di strutture parenchimali ad esso prossimali, quali il pancreas e le vie biliari (ma anche lo spazio mediastinico). Quando l'ecocrafia endoscopica è integrata con la modalità Doppler, la valutazione può essere estesa anche ai vasi sanguigni principali.
L'ecografia endoscopica è più spesso usata nella valutazione dell'apparato digerente superiore e nell'apparato respiratorio. La procedura viene generalmente eseguita da gastroenterologi o pneumologi, talvolta da altri medici che hanno avuto una formazione approfondita. Per il paziente, la procedura sembra sostanzialmente identica alla procedura endoscopica.
L'ecoendoscopio è composto da un normale endoscopio, quali quelli in uso per le esofagogastroduodenoscopie (EGDS), cui viene aggiunta una componente ecografica. Oltre alle normali funzioni diagnostiche endoscopiche ed ecografiche, sono spesso possibili ecografie Doppler e l'esecuzione di prelievi bioptici in agoaspirato di reperti istologici sotto guida ecografica.
La procedura di esecuzione è simile a quella di una normale EGDS, con durata leggermente superiore e con un ricorso abituale alla sedazione con benzodiazepine. L'esame, se eseguito correttamente da un endoscopista esperto, è rapido, sicuro, e può fornire indicazioni diagnostiche in alcuni casi molto utili, di difficile derivabilità con altre metodiche.

## Tratto digestivo

### Tratto digestivo superiore
Per l'ecografia endoscopica del tratto digerente superiore, una sonda viene inserita nell'esofago, nello stomaco e nel duodeno durante la procedura di esofagogastroduodenoscopia. La tecnica consente, tra l'altro, lo screening per il cancro del pancreas, il cancro esofageo e il cancro gastrico, così come i tumori benigni del tratto gastrointestinale superiore. Permette anche la caratterizzazione e la biopsia di tutte le lesioni focali trovate nel tratto gastrointestinale superiore (ad esempio la tubercolosi esofagea). Alla diagnosi si giunge inserendo un ago attraverso il rivestimento dello stomaco fino alla lesione bersaglio. Questa procedura con minor frequenza viene utilizzata per identificare malformazioni e masse nei dotti biliari e nei dotti pancreatici.
L'ecografia endoscopica viene eseguita con il paziente sedato. L'endoscopio è passato attraverso la bocca e avanzato attraverso l'esofago verso l'area che deve essere esaminata. Gli organi possono essere esaminati per vedere se vi sono anomalie, a partire da varie posizioni tra l'esofago e il duodeno, all'interno e all'esterno del tratto gastrointestinale, e possono essere sottoposti a biopsia (in genere aspirazione con ago sottile).
Organi come il fegato, il pancreas e le ghiandole surrenali sono facilmente sottoposti a biopsia, così come qualsiasi linfonodo anormale. Inoltre, la parete gastrointestinale stessa può essere esaminata per vedere se è anormalmente spessa, il che può suggerire un fatto infiammatorio o malignità.
La tecnica è altamente sensibile per la diagnosi di cancro del pancreas (sensibilità del 90-95%), in particolare nei pazienti che sono sospettati di avere una massa o si presentano con ittero. Il suo ruolo nella stadiazione dei pazienti con carcinoma pancreatico è limitato alle metastasi locali; tuttavia, in combinazione con la TAC che dà informazioni sulle metastasi regionali, fornisce un'eccellente modalità di imaging per la diagnosi e la stadiazione del carcinoma pancreatico.
L'ecografia endoscopica può essere utilizzata anche in combinazione con la colangio-pancreatografia endoscopica retrograda (CPRE). La sonda ad ultrasuoni viene utilizzata per localizzare i calcoli biliari che possono essere migrati nel dotto biliare comune. Questo evento può causare l'ostruzione del dotto condiviso da fegato e pancreas, il che può portare a dolore lombare, ittero e pancreatite.

### Tratto digestivo inferiore
L'eco-endoscopia può anche essere utilizzata per l'imaging del retto e del colon, sebbene queste applicazioni siano meno conosciute. Si ricorre a questa procedura principalmente per il tumore del retto o per il cancro anale.
L'ecografia endoscopica transrettale viene generalmente eseguita con il paziente in posizione di decubito laterale sinistra. Un ecoendoscopio a scansione radiale viene inserito per circa 30 cm nel retto. Si procede quindi alla valutazione dei linfonodi iliaci mentre la parete del retto e le strutture in prossimità d'esso vengono ispezionate mentre si estrae lentamente l'ecoendoscopio. Durante questa procedura è possibile campionare i linfonodi eseguendo un'aspirazione con ago sottile ecoendoscopicamente-guidata. Similmente è possibile valutare l'integrità degli sfinteri anali. In alcuni centri si esegue un trattamento antibiotico (in genere con un fluorchinolone) un'ora e successivamente fino a 48 ore dopo la procedura; la tendenza attuale è quella di privilegiare l'ecoendoscopio a fibre ottiche flessibili (rispetto all'endoscopio rigido), per facilitare l'attraversamento dei tumori stenotici e consentire una migliore valutazione dei linfonodi nella regione iliaca sinistra. Per un migliore comfort del paziente si ricorre alla sedazione cosciente del paziente.

### Tratto respiratorio
Una sonda ecografica endoscopica posizionata nell'esofago può essere utilizzata per visualizzare i linfonodi del torace che circondano le vie aeree (in particolare i bronchi). Questo tipo di utilizzo risulta fondamentale nella stadiazione del cancro del polmone. L'ecografia può anche essere eseguita con una sonda endoscopica posizionata all'interno dei bronchi stessi: questa tecnica è nota come ecografia endobronchiale.